# 에드윈 거스리
에드윈 거스리(Edwin Ray Guthrie, 1886년 1월 9일 ~ 1969년 4월 23일)는 행동주의 심리학자이다. 먼저 수학교사, 철학자로 일을 했지만 33세의 나이에 심리학으로 전향했다. 대부분의 경력을 워싱턴 대학교에서 쌓았으며 이곳에서 전임 교수가 된 이후 심리학 교수가 되었다.
네브래스카주 링컨에서 태어났다. 그와 그의 친구가 다윈의 종의 기원, 인간과 동물의 감정 표현을 읽었을 때 그의 이론이 처음 눈을 뜨기 시작했으며 이 때가 8학년이었다.